# Headful of Ghosts
Headful of Ghosts è un singolo del 2001 dei Bush, estratto dal loro quarto album Golden State.